# أمين عفاني
أمين طارق عفاني (بالسويدية: Amin Affane)‏ هو لاعب كرة قدم سويدي من أصل مغربي في مركز الوسط المهاجم ولد في يوم 21 يناير 1994 في مدينة غوتينبيرغ في السويد، يلعب حالياً مع نادي فولفسبورغ الرديف وسبق له اللعب مع نادي إنيرجي كوتبوس و نادي رودا ياي سي ونادي تشيلسي ونادي لارجه أنغريد، كما لعب مع منتخب السويد لكرة القدم تحت 19 سنة.

## روابط خارجية
- أمين عفاني على موقع اتحاد السويد (السويدية)
- أمين عفاني على موقع قاعدة بيانات كرة القدم.إي يو (الإنجليزية)
- أمين عفاني على موقع بيانات كرة القدم. دي إي (الألمانية)
- أمين عفاني على موقع Soccerbase.com (لاعب) (الإنجليزية)
- أمين عفاني على موقع Soccerway.com (الإنجليزية)
- أمين عفاني على موقع عالم كرة القدم.نت (الإنجليزية)